# Chiến tranh Goth (401–403)
Chiến tranh Goth từ năm 401 đến 403 là cuộc xung đột giữa Đế chế Tây La Mã và người Visigoth. Tướng chỉ huy quân La Mã là Flavius Stilicho, còn phía Visigoth do Alaric lãnh đạo. Cuộc chiến diễn ra ở miền bắc nước Ý, bao gồm một số trận đánh nhỏ và hai trận chiến lớn, quân La Mã đều giành chiến thắng cả hai.

## Bối cảnh
Sau cái chết của Hoàng đế Theodosius I, đế chế La Mã bị chia thành Đế chế Tây La Mã và Đế chế Đông La Mã. Ranh giới phân chia hai phần này không rõ ràng. Vấn đề phát sinh vào năm 395 khi Alaric, một cựu tướng của quân đội La Mã và là vua người Visigoth, nổi dậy và xâm lược Hy Lạp (Cuộc nổi dậy của Alaric I). Stilicho, tổng chỉ huy quân đội Tây La Mã và trước đó từng là cấp trên của Alaric, muốn đánh đuổi Alaric, nhưng bị chính quyền Đông La Mã ngăn cản vì đã vượt quá ranh giới quyền hạn.
Sau khi Stilicho rút lui, người Goth vẫn là mối đe dọa với Đế chế Đông La Mã. Do không đủ quân lực để đối đầu trực tiếp, Đông La Mã đã ký hòa ước với người Goth vào năm 398. Theo thỏa thuận này, Đông La Mã cam kết nhiều điều với người Goth. Alaric được phong tước magister militum per Illyricum, tức là Thống chế quân đội tại tỉnh Illyricum. Đồng thời, triều đình Đông La Mã cũng đồng ý cho người Goth định cư tại tỉnh Illyricum – khu vực đang có tranh chấp với Đế chế Tây La Mã.

## Chiến tranh

### Dạo đầu
Không rõ lý do vì sao Alaric tiến về phía tây. Các nguồn sử liệu cổ không ghi lại mục đích cuộc xâm lược miền bắc nước Ý do Alaric dẫn đầu. Tuy nhiên, điều chắc chắn là cuộc nổi dậy của người Goth do Tribigild lãnh đạo, tiếp theo là cuộc đảo chính của Gainas trong Đế chế Đông La Mã, đã khiến tình hình trở nên bất lợi cho người Goth ở Illyricum. Gainas, tổng chỉ huy quân đội và là người nắm quyền lực mới tại Đông La Mã, xem Alaric như một đối thủ. Lợi dụng quyền lực của mình, Gainas buộc Hoàng đế Đông La Mã Arcadius phải cắt đứt quan hệ với Alaric và nhượng tỉnh Illyricum – nơi người Visigoth đang cư trú – cho Đế chế Tây La Mã.
Sự thay đổi hành chính này khiến Alaric mất chức danh tướng lĩnh và quyền nhận tiếp tế hợp pháp cho quân đội của mình. Gainas hy vọng sẽ "chuyển" một đối thủ nguy hiểm sang cho Đế chế Tây La Mã. Tuy nhiên, Gainas sau đó bị lật đổ nhờ sự giúp sức từ người Hung do Uldin lãnh đạo – điều này có thể cũng là một nguyên nhân khiến Alaric quyết định tiến về phía tây.
Nhà sử học Thomas Burns cho rằng có khả năng Alaric tuyệt vọng vì thiếu lương thực nuôi quân đội. Dựa theo nhà thơ Claudianus, sử gia Guy Halsall cho biết cuộc tấn công của Alaric thực ra bắt đầu từ cuối năm 401, nhưng do Stilicho đang ở Raetia để giải quyết các vấn đề biên giới nên mãi đến năm 402, hai bên mới chạm trán nhau lần đầu tại Ý.

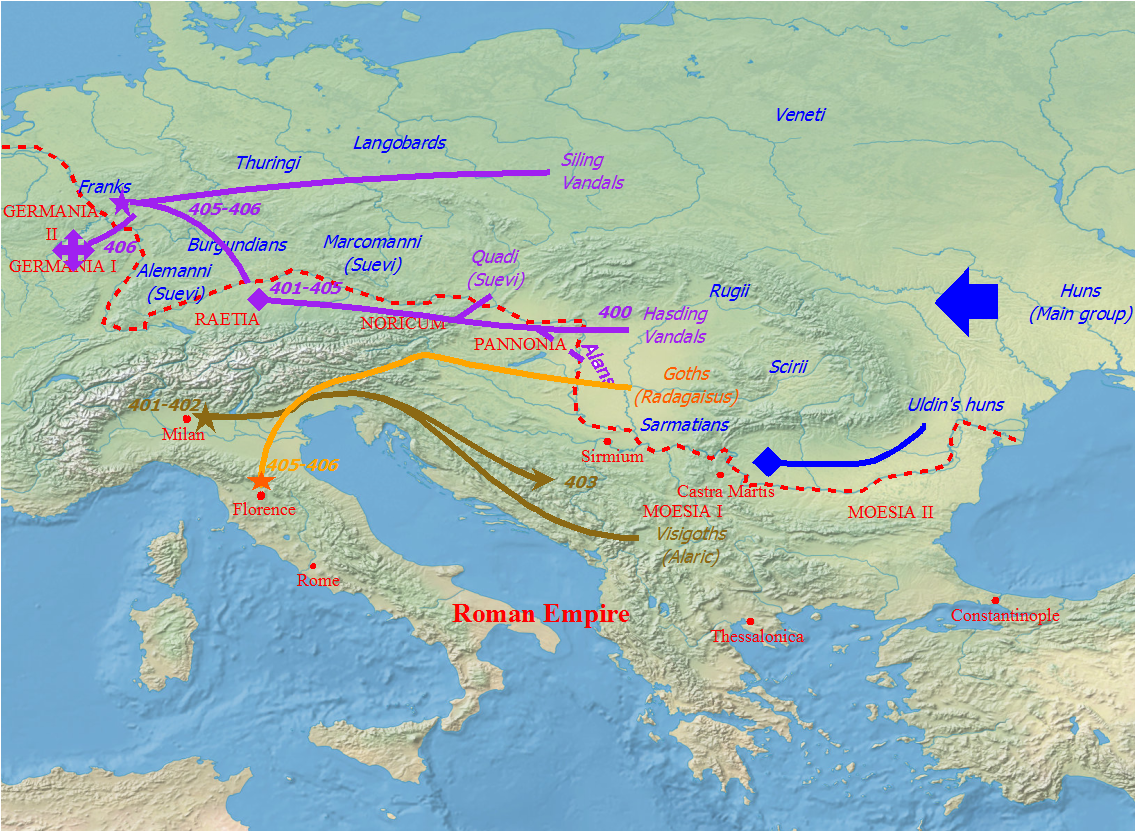
Cuộc xâm lược của người man rợ

### Chiến dịch Stilicho tại miền Bắc
Stilicho đã tập hợp một đội quân lớn ở miền bắc nước Ý.  Với đội quân này, ông dự định trong năm 401 sẽ tiến đánh người Vandal và Alan – những lực lượng đang là mối đe dọa lớn đối với Đế chế Tây La Mã. Bản thân người Vandal và Alan cũng đang bị người Hung truy đuổi, khiến các tỉnh biên giới như Raetia và Noricum có nguy cơ bị tràn ngập bởi làn sóng di cư từ các dân tộc này. Sau khi hoàn tất công tác chuẩn bị, Stilicho đã dẫn quân đội hoàng gia tiến lên phía Bắc để đối đầu với quân đội xâm lược.

### Cuộc vây hãm Asti
Alaric đã lợi dụng việc quân đội La Mã di chuyển để xâm lược vùng tỉnh Italia vào mùa thu năm đó. Theo thơ của Claudian, Alaric đã vượt biên giới dãy Alps gần thành phố Aquileia để tiến vào bán đảo Ý. Trong khoảng từ sáu đến chín tháng, có nhiều báo cáo về các cuộc tấn công của người Goth dọc theo các tuyến đường phía bắc nước Ý, nơi Alaric bị người La Mã phát hiện khi họ đi lại.
Không gặp nhiều kháng cự, Alaric tiến quân cướp phá đến Mediolanum (nay là Milan), nơi Hoàng đế Honorius đang cư trú. Trước sự tiến quân nhanh chóng của quân Goth, Honorius vội vã bỏ trốn, nhưng chỉ chạy đến thành phố Hasta thì bị Alaric vây hãm.
Trong khi đó, Stilicho vẫn đang ở lại phía bắc dãy Alps với lực lượng chính. Mùa đông đang đến gần khiến ông không thể đến cứu hoàng đế. Ngay khi các con đèo trên dãy Alps cho phép hành quân vào tháng 3 năm 402, Stilicho đã quay trở lại Ý cùng đội quân tiên phong tinh nhuệ. Ông chạm trán Alaric trên tuyến đường Via Postumia, buộc Alaric phải phá bỏ cuộc bao vây Hasta.

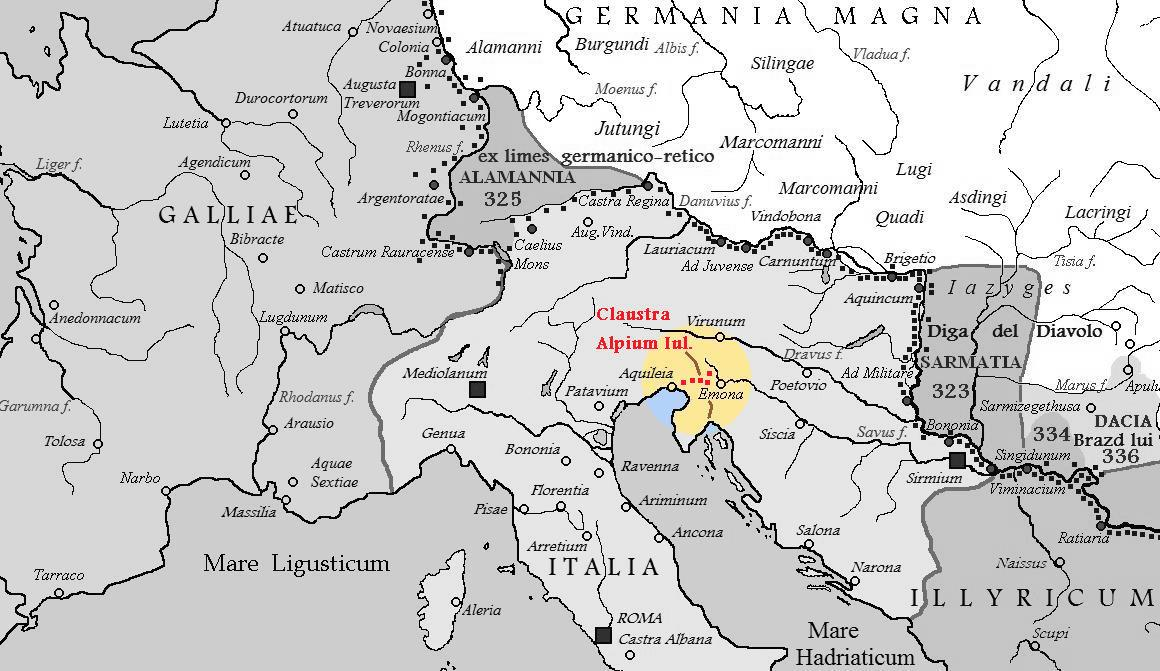
Hệ thống pháo đài bảo vệ dãy núi Julian Alps đã bị bỏ hoang vào năm 401, tạo điều kiện cho Alaric bắt đầu cuộc xâm lược Ý.

### Trận Pollentia và Verona
Đã có hai trận chiến lớn diễn ra. Trận đầu tiên là tại Pollentia vào ngày 4 tháng 4 năm 402 (Chủ nhật Phục sinh), nơi Stilicho (theo Claudian) giành được một chiến thắng vang dội: Stilicho bắt được vợ và con của Alaric, và quan trọng hơn, chiếm lại phần lớn kho báu mà Alaric đã tích lũy được trong suốt 5 năm qua. Stilicho tiếp tục truy kích quân đội đang rút lui của Alaric và đề nghị trao trả tù binh, nhưng bị từ chối. Trận thứ hai diễn ra tại Verona, nơi Alaric một lần nữa bị đánh bại.
Mặc dù thất bại, Alaric lại được Stilicho cho phép rút lui an toàn. Stilicho còn đề nghị ký hòa ước và để Alaric rút khỏi Ý một cách êm thấm. Alaric được phép di chuyển đến vùng Illyria cùng số quân còn lại, thậm chí còn được hỗ trợ tài chính để mua lương thực.
Sử gia Kulikowski lý giải hành động kỳ lạ, thậm chí có phần hòa hoãn của Stilicho rằng: "trong bối cảnh chiến tranh lạnh với Constantinople, sẽ là dại dột nếu hủy diệt một công cụ tiềm năng đầy bạo lực và dễ điều khiển như Alaric". Halsall cũng có nhận định tương tự, cho rằng: "quyết định cho Alaric rút về Pannonia hợp lý nếu xem xét việc lực lượng Alaric sau đó phục vụ cho Stilicho, và chiến thắng của Stilicho không hoàn toàn áp đảo như Claudian mô tả."
Thú vị hơn là ghi chép của sử gia Hy Lạp Zosimos (viết sau đó nửa thế kỷ), nói rằng: "điều này cho thấy một thỏa thuận đã được lập giữa Stilicho và Alaric vào năm 405" – ngụ ý rằng Alaric lúc đó đang phục vụ cho phe Tây La Mã, có khả năng là kết quả một thỏa thuận được ký từ năm 402.
Trong giai đoạn 404–405, Alaric đóng quân ở một trong bốn tỉnh Pannonia, từ đó Alaric có thể "chơi trò cân bằng giữa Đông và Tây, đồng thời đe dọa cả hai phe khi cần thiết."

## Kết cục
Một hệ quả trực tiếp cuộc chiến này là việc di dời nơi ở của hoàng đế Tây La Mã đến thành phố Ravenna. Milan – nơi Hoàng đế Honorius từng cư trú – đã tỏ ra không an toàn, nên triều đình quyết định chuyển về Ravenna, một thành phố được bao quanh bởi vùng đầm lầy. Ravenna chỉ có một con đường nhân tạo dẫn vào, rất dễ phòng thủ khi cần thiết. Chiến thắng quân La Mã ban đầu đã được người dân đón nhận với niềm vui, và Honorius đã đến Rome để tổ chức lễ khải hoàn cùng với tướng Stilicho.
Tuy nhiên, theo sử gia A.D. Lee, việc Alaric rút về vùng tây bắc Balkan chỉ mang lại sự yên bình tạm thời cho nước Ý. Bởi ngay năm 405, một bộ tộc Goth khác kết hợp với các nhóm man tộc khác từ bên ngoài đế chế, vượt qua trung lưu sông Danube và tiến vào miền bắc nước Ý, cướp phá nông thôn và vây hãm các thị trấn, làng mạc. Bộ tộc này do Radagaisus lãnh đạo.
Dù triều đình La Mã gặp khó khăn trong việc huy động đủ quân để chống lại các cuộc xâm lược, Stilicho vẫn thành công trong việc đập tan mối đe dọa từ Radagaisus bằng chiến lược chia quân làm ba hướng. Stilicho đã dồn Radagaisus vào chân tường gần thành Florence và dùng chiến thuật bao vây, khiến đối phương phải đầu hàng vì đói.
Trong khi đó, Alaric – người lúc này đã được Stilicho phong chức magister militum (Thống chế) – đang ở trong thế chờ đợi. Ông được phe Tây La Mã giữ lại nhưng vẫn là một yếu tố nguy hiểm, dễ bị kích động bởi bất kỳ bên nào (Đông hoặc Tây), khiến Stilicho phải đối mặt với thêm nhiều rắc rối từ các nhóm man tộc khác.